# فرناندو سيزار دي سوزا
فرناندو سيزار دي سوزا (12 سبتمبر 1980 في البرازيل - ) هو لاعب كرة قدم برازيلي في مركز الدفاع. لعب مع نادي سانت غالن ونادي شافهاوزن ونادي كرينز ونادي مارينغا وكومرسيال ‏.

## وصلات خارجية
- فرناندو سيزار دي سوزا على موقع قاعدة بيانات كرة القدم.إي يو (الإنجليزية)